# Рябий Василь Михайлович
Василь Михайлович Рябий (нар. 7 грудня 1954, с. Корнич, нині Івано-Франківська область) — український поет, письменник. Член Національних спілок журналістів (1983) та письменників (1992) України, Всеукраїнського товариства «Просвіта» імені Тараса Шевченка, літературного гурту поетів-паліндромістів «Геракліт».

## Життєпис
Василь Рябий народився 7 грудня 1954 року в селі Корничі, нині Корницької громади Коломийського району Івано-Франківської области України.
Закінчив факультет журналістики Львівського університету (1981). Працював відповідальним секретарем низки газет та редактором видавництв «Світ», «Вік» у м. Коломиї. Перший вірш Василя Рябого був надрукований 1972 року в обласній газеті «Прикарпатська правда».
Василь Рябий є автором збірок віршів, есеїв, перекладів та публіцистичних матеріалів. Кілька книг оформив авторською графікою. Його твори перекладені румунською, iталiйською, французькою, англiйською мовами.
Був засновником коломийського літературного товариства «Плин».

## Доробок
Збірки віршів:
- «Грань» (1990)[6],
- «Ворожіння на цвяхах» (1992)[7],
- «Елегія для білого диму» (1992),
- «Шукання двійника» (1992),
- «Постріл горіха» (1994),
- «Жасминовий камінь» (1995)[8],
- «Зіниця на крилі метелика» (1997),
- «Портрети з протягу» (1998),
- «Світлофор і мухомор. Куля з Ліверпуля. Омелюх і Капелюх. Три альбомчики Ромчика Бомчика» (1998),
- «Вага агаВ» (1999)[6],
- «Ловіння снів» (2001),
- «Двері луни» (2002),
- «Поезії» (2004),
- «Варта траВ» (2004)[6],
- «ЖалоколаЖ» (2006)[6],
- «Віно коконіВ» (2008),
- «Жар і міраж» (2009)[4][9],
- «Чубата вощина» (2009)[10],
- «СологолоС» (2013, номінована на Шевченківську премію)[6][11],
- «Біла космея» (2014)[12],
- «Спалах світлотіні» (2019),
- «Ярозоря» (2020, редактор Василь Герасим'юк)[13].

Вірші з альбомами графічних композицій:
- «Ловіння снів» (2001),
- «Ключі».

Повісті:
- «Гойдається сміх на павутинні»,
- «Гримаса авгура».

## Нагороди
- Народна Шевченківська премія (2020) — за книгу «СологолоС. Сто вінків сонетів»[14][15],
- літературна премія «Благовіст» (1997)[2],
- літературна премія «Крилата підкова»[4],
- Міжнародна літературна премія «Карпатська корона» (Україна-Румунія, 2003)[2],
- премія журналу «Дзвін»[2],
- літературна премія імені Павла Тичини (2005) — за книгу поезії «Варта трав»[4],
- премія імені Василя Стефаника (2010) — за книгу «Віно коконіВ»[16],
- премія імені Леся Гринюка (2023)[17],
- медаль «За заслуги перед Коломийщиною»[18],
- грамота НСПУ та медаль (2017)[19].

## Відгуки
Лавреат Шевченківської премії Тарас Мельничук свого часу писав, що Василь Рябий має характерний ключ, яким він відчиняє двері в світ гармонії думки й почуття.
Поетеса, лавреат Шевченківської премії Ірина Жиленко зауважила, що в його поезії присутнє своє, особистісне, а також свій стиль та голос, система цінностей i поетичних прийомів.